# Virrei de Mallorca
El Virrei de Mallorca fou la més alta magistratura reial al Regne de Mallorca i tenia un caràcter unipersonal. Representava al rei quan aquest era absent (la majoria del temps) i era l'única autoritat amb jurisdicció efectiva per al conjunt de les Illes Balears. La denominació substituí a la de lloctinent general el 1576, poc després de la creació de la Reial Audiència de Mallorca, i persistí fins al Decret de Nova Planta de Mallorca el 1715.

## Llista de virreis
| Període                                                     | Lloctinent(s) i càrrecs destacats |
| Precedits pels lloctinents generals de Felip II de Castella | Precedits pels lloctinents generals de Felip II de Castella |
| ----------------------------------------------------------- | --- |
| Felip II de Castella (1554–1598)                            | - Miquel de Montcada i Bou (1576–1578) - Antoni de Sentmenat-Oms de Santa Pau i de Salbà (1578–1582) - Lluís Vic i Manrique (1583–1594) - Ferran Sanoguera (1594–1606) |
| Felip III de Castella (1598–1621)                           | - Segueix l'anterior - Pere Vivot, interí (1606) - Idelfons Laso de Sedeño, interí, també bisbe de Mallorca, (1606) - Joan de Vilaragut i Sanç (1606–1610) - Carles Coloma i de Melo (1611–1617) - Josep Desmur, interí (1617–1618) - Francesc Joan de Torres (1618–1621) |
| Felip IV de Castella (1621–1665)                            | - Pere Ramon Safortesa, interí (1621–1622) - Jeronimo Agustín (1622–1628) - Baltasar de Borja i de Velasco, interí, també bisbe de Mallorca, (1628–1629) - Jose de Monfaon (1629–1633) - Alfons de Cardona i Milà d'Aragó (1633–1640) - Lope de Francia y Gurrea (1640–1644) - José Pérez de Pomar y Torres de Mendoza (1644–1645) - Lorenzo Ram de Montoro (1645–1651) - Lorenzo Ram Martínez de Marcilla (1651–1657) - Josep de Lanuza Montbuí-Vilarig i de Rocabertí-Pau (1657–1663) - Roderic de Borja-Llançol de Romaní i Olivera (1663–1667)          |
| Carles II de Castella (1665–1700)                           | - Segueix l'anterior - Miquel de Salbà i de Vallgornera (1667–1671) - Juan Francisco de Cebrian (1671–1675) - Baltasar Pardo de la Casta-Aguilar y de Puixmarin-Rocafull, primera vegada (1675–1678) - Baltasar López de Guerra Ximenez y de Cerda (1678–1681) - Manuel de Sentmenat-Oms de Santa Pau i de Lanuza (1681–1688) - Baltasar Pardo de la Casta-Aguilar y de Puixmarin-Rocafull, segona vegada (1688–1691) - Ramon de Saforteza i Pacs-Fuster, interí (1691) - Josep de Castellví i d'Alagó (1691–1698) - Josep Galceran de Cartellà (1698–1701) |
| Felip V d'Espanya, primera vegada (1700–1706)               | - Segueix l'anterior - Francisco Miguel de Pueyo (1701–1704) - Baltasar Cristóbal Hixar Portugal y Escrivà (1704–1706) |
| Carles VI del Sacre Imperi Romanogermànic (1706–1715)       | - Joan Antoni de Boixadors Pacs i de Pinós (1706–1709) - Jaume Josep Rosell Rocamora i Ruíz (1709–1713) - Josep Antoni de Rubí i de Boixadors (1713–1715) |
| Seguits pels capitans generals de Felip V d'Espanya         | |